# Мужская сборная Пуэрто-Рико по баскетболу 3×3
Мужская сборная Пуэрто-Рико по баскетболу 3×3 представляет Пуэрто-Рико на международных соревнованиях по баскетболу 3×3. Управляющим органом является Федерация баскетбола Пуэрто-Рико.
По состоянию на 16 августа 2024, мужская сборная Пуэрто-Рико по баскетболу 3×3 занимает 13-е место в мировом рейтинге ФИБА мужских сборных по баскетболу 3×3.

## Результаты выступлений
| Турнир                                  | Золото | Серебро | Бронза | Всего |
| --------------------------------------- | ------ | ------- | ------ | ----- |
| Чемпионат мира по баскетболу 3×3        | —      | —       | —      | —     |
| Чемпионат Америки (3×3 AmeriCup)        | 1      | 1       | 0      | 2     |
| Панамериканские игры                    | 0      | 1       | 0      | 1     |
| Центральноамериканские и Карибские игры | 2      | 0       | 0      | 2     |
| Итого                                   | 3      | 2       | 0      | 5     |

### Чемпионат мира по баскетболу 3×3
| Год            | Место          | Игры           | Победы         | Поражения      | Состав команды                                                  |
| -------------- | -------------- | -------------- | -------------- | -------------- | --------------------------------------------------------------- |
| 2012           | не участвовали | не участвовали | не участвовали | не участвовали | не участвовали                                                  |
| Москва 2014    | 16             | 6              | 2              | 4              | William Cruz Rodriguez, Josue Erazo, Jose Lopez, Carlos S*****  |
| 2016           | не участвовали | не участвовали | не участвовали | не участвовали | не участвовали                                                  |
| Нант 2017      | 9              | 4              | 2              | 2              | Gilberto Clavell, Jonathan Garcia, Luis Hernandez, Wil Martinez |
| 2018           | не участвовали | не участвовали | не участвовали | не участвовали | не участвовали                                                  |
| Амстердам 2019 | 5              | 5              | 3              | 2              | Gilberto Clavell, Josue Erazo, Wil Martinez, Angel Matias       |
| Антверпен 2022 | 13             | 4              | 1              | 3              | Gilberto Clavell, Josue Erazo, TJ Fernandez, Luis Hernandez     |
| Вена 2023      | 13             | 4              | 2              | 2              | Leandro Allende, Luis Cuascut, Adrian Ocasio, Antonio Ralat     |

### Чемпионат Америки по баскетболу 3×3 (AmeriCup)
| Год           | Место | Игры | Победы | Поражения | Состав команды                                              |
| ------------- | ----- | ---- | ------ | --------- | ----------------------------------------------------------- |
| Майами 2021   | 4     | 5    | 3      | 2         | Josue Erazo, TJ Fernandez, Angel Matias, Adrian Ocasio      |
| Майами 2022   | 2     | 5    | 4      | 1         | Guillermo Diaz, Josue Erazo, Luis Hernandez, Jorge Matos    |
| Сан-Хуан 2023 | 1     | 5    | 5      | 0         | Leandro Allende, Angel Matias, Adrian Ocasio, Antonio Ralat |

### Панамериканские игры
| Год           | Место | Игры | Победы | Поражения | Состав команды                                                |
| ------------- | ----- | ---- | ------ | --------- | ------------------------------------------------------------- |
| Лима 2019     | 2     | 7    | 6      | 1         | Gilberto Clavell, Josué Erazo, Tjader Fernández, Ángel Matías |
| Сантьяго 2023 | 5     | 3    | 2      | 1         | Leandro Allende, Guillermo Diaz, Jorge Matos, Adrian Ocasio   |

### Центральноамериканские и Карибские игры
| Год                | Место | Игры | Победы | Поражения | Состав команды                                                |
| ------------------ | ----- | ---- | ------ | --------- | ------------------------------------------------------------- |
| Барранкилья 2018   | 1     | 7    | 6      | 1         | Tjader Fernández, Josué Erazo, Ángel Matías, Gilberto Clavell |
| Сан-Сальвадор 2023 | 1     | 5    | 5      | 0         | Antonio Ralat, Adrian Ocasio, Luis Cuascut, Brian Vazquez     |